# TVM3
TVM3 es una estación de televisión privada en Suiza (área de habla francesa)

## Historial del canal
TVM3 es la primera estación de televisión privada autorizada para transmitir a toda Suiza Romandía desde el final de la estación llamada Télécinéromandie en 1993 . La emisora emite desde los mismos estudios de la antigua emisora de Ecublens .
TVM3 obtuvo una concesión del regulador suizo "Office fédéral de la communication" (OFCOM) el 2 de julio de 2003. La concesión obtenida por TVM3 tiene una vigencia de 10 años y permite que la estación sea transmitida automáticamente por cable o vía IPTV (SwisscomTV/SunriseTV/VTX, etc. ). El canal fue lanzado el 1 de mayo de 2004, primero en analógico. Su cobertura se incrementó algunos años después para incluir toda Suiza romandía (por cable e IPTV) y unos años más tarde toda Suiza.
El 21 de diciembre de 2005, l'Office fédéral de la communication (OFCOM) autorizó a Philippe Hersant (groupe Hersant Média - GHM), a través de ESH Éditions Suisses Holding SA, a tomar el control del 35% de las acciones de la estación. El 65% restante de las acciones está en manos de los fundadores de las estaciones, Fabien y Lolita Aubry.

## Organización

### Fundadores y Socios
Propietario y Directores :
- Lolita y fabien aubry : desde su creación en mayo de 2004.

### Capital
TVM3 no recibe ninguna parte de la licencia de televisión suiza ni ayuda financiera estatal.

### Sede
La sede de las estaciones se encuentra en Écublens en el Cantón de Vaud .

## Distribución
La estación se transmite por cable y analógico en la mayor parte de Swiss Romandy y en todos los proveedores de cable digital. Todo se transmite a través de Swisscom TV ya través de Internet.

## Programas
La estación transmite muchos videos musicales, pero también tiene noticias diarias y boletines meteorológicos y un programa sobre películas, lanzamientos de DVD y entrevistas a celebridades.
- Face à face, entrevistas sencillas vinculadas a un tema musical con figuras políticas y otras de la región de Swiss Romandy.
- Swiss Pop Music, un espectáculo específico para artistas musicales suizos, de 18:30 a 19:00 de lunes a domingo.
- DVD Wood, un programa sobre los últimos lanzamientos en DVD.
- TVM3 News, todas las mañanas, el informativo en directo con los titulares diarios.
- Freakish, noticias sobre espectáculos y festivales en Swiss Romandy.
- TVM3 Family, dibujos animados de todos los días aptos para todas las edades.
- TVM3 Météo, Boletines meteorológicos.
- Sacré Jeu ! programa de juegos producido por Telemedia (Hungría) transmitido todos los días de 22:00 a 00:00 desde el 14 de abril de 2014.
- People Magazine, se transmitió de lunes a viernes de 19h00 a 20h00 y los fines de semana de 17h a 18h hasta el 26 de julio de 2014.
- Star People, un programa sobre los últimos chismes de celebridades.
- Pas si bête !, (lit.) no tan estúpido, una almohadilla de animales.
- Les clefs de l'avenir, un programa sobre adivinación, en directo durante 2 horas donde los espectadores pueden hacer preguntas todos los días de 20h a 22h.
- Cine TVM3 : El terror oscurece
- Studio TVM3 entrevistas de una hora de duración con estrellas de la música del momento todos los domingos.
- Bienvenue chez nous, La primera serie de televisión suiza para los suizos, todo sobre Swiss Romandy.

La estación también transmite programas con un tema musical:
- Collectors, lo mejor de la música de los 70, 80 y 90.
- Best Of, 30 minutos para descubrir todos los videos musicales de una estrella.
- Clubbing, lo mejor de la música Club.
- Altitubes, Top 50 de la emisora, trasmitido entre semana.
- Référence R'N'B, tocando R'N'B, Rap y Hip-Hop.
- Génération TVM3 solo para la última música.

## Perro en pantalla
logotipo antiguo
logotipo actual